# Phostria attenuata
Phostria attenuata là một loài bướm đêm trong họ Crambidae.